# Хорамалы (Цивильский район)
Хорама́лы (чув. Хурамал Туҫа) — деревня в Цивильском районе Чувашской Республики. Входит в состав Конарского сельского поселения.

## География
Находится в северной части Чувашии на расстоянии приблизительно 17 километров на восток-юго-восток по прямой от районного центра города Цивильск на левом берегу реки Аниш.

## История
Известна с 1795 года, когда в ней было 37 дворов. В 1897 году было учтено 475 жителей, в 1906—104 двора, 546 жителей, в 1926—108 дворов, 539 жителей, в 1939—523 жителя, в 1979—343. В 2002 году было 90 дворов, 2010 — 80 домохозяйств. В период коллективизации был образован колхоз «Утăм».

## Население
Постоянное население составляло 234 человек (чуваши 99 %) в 2002 году, 229 в 2010.